# 3524 Шулц
3524 Шулц (енгл. 3524 Schulz) је астероид главног астероидног појаса чија средња удаљеност од Сунца износи 2,614 астрономских јединица (АЈ).
Апсолутна магнитуда астероида је 13,3.